# Galle Face Green

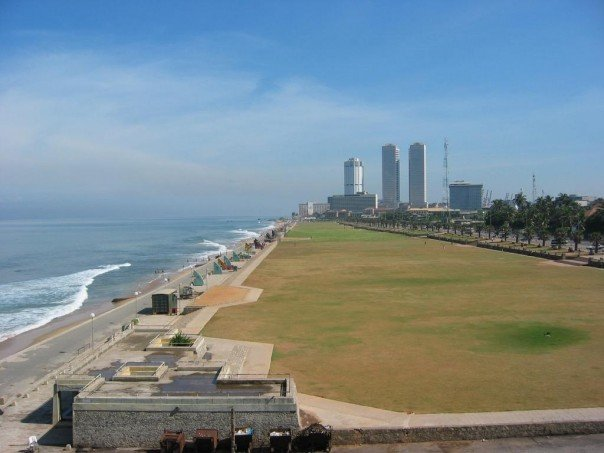
Galle Face Green вдоль Индийского океана

Galle Face Green — променад, простирающийся на полтора километра вдоль берега в центре финансового и делового района Коломбо на Шри-Ланке. Променад был первоначально заложен в 1859 году британским губернатором Цейлона, Генри Уордом, позже также использовался для проведения скачек и как поле для гольфа. Первоначально Galle Face Green занимал гораздо большую площадь, чем сегодня. Он был известен как Ипподром Колпитти.
Galle Face Green в настоящее время представляет собой полосу земли площадью 5 гектар между Galle Road и Индийским океаном, и представляет сейчас самое большое открытое пространство в Коломбо. Это популярное место среди детей, торговцев, подростков, влюблённых, любителей воздушных змеев и всех тех, кто хочет заниматься своими любимыми делами на берегу моря под открытым небом. В субботу и в воскресенье вечером, променад занят отдыхающими, любителями пикников и продавцами продуктов. Есть две большие гостиницы, граничащие с Galle Face Green: Ceylon InterContinental и причудливый Galle Face Hotel, самый старый и один из самых популярных отелей Шри-Ланки, с его очарованием старого мира в виде старинной мебели, дверей ручной работы, балконов и высоких потолков.
Радио Цейлон (впоследствии Радиовещательная корпорация Шри-Ланки), старейшая радиостанция в Южной Азии, записало много своих программ в 1950-х и 1960-х годах именно с Galle Face Green.
Galle Face Green управляется и развивается под управлением органа городского развития Шри-Ланки (ОДА).